# Willa Marszałka w Sopocie
Willa Marszałka w Sopocie, nazywana też Willą/Domem Eugena Baumanna, Willą "Rusałka" – jedna z trzech najbardziej charakterystycznych rezydencji położonych w Sopocie nad brzegiem morza, mieszcząca się przy ul. Kilińskiego 12, róg al. Wojska Polskiego, nazywanej też przez mieszkańców al. "Prominentów". 

## Historia
Architekt Heinrich Dunkel na zlecenie Eugena Baumanna, producenta pieców kaflowych z Gdańska (Eugen Baumann – Ofenfabrik in Danzig) zaprojektował rezydencję, którą wybudowano w 1906 przy ówczesnej Parkstrasse, później Kinderheilstattenweg. Architektonicznie zwraca uwagę górująca nad całością obserwacyjna wieżyczka, zastosowana w obiekcie konstrukcja szkieletowa oraz wewnątrz secesyjny wystrój i zdobnictwo.
Willa pełniła funkcję m.in. domu wypoczynkowego pastorów luterańskich.
Kilka lat później twórca leżącego obecnie na tej samej posesji sopockiego sanatorium dziecięcego dr Georg Abegg założył mały park, który zachował się w nie zmienionym kształcie do dziś. 
Po II wojnie światowej do dziś willa pełni rolę wojskowej rezydencji wypoczynkowej, m.in. marszałka Michała Roli-Żymierskiego (1945-1949). Nadano jej nazwę "Rusałka".